# The Last Command (album)
The Last Command er W.A.S.P.'s andet album og udkom i 1985.

## Tracks
- Alle sange skrevet af Blackie Lawless undtagen 1,2,4,7 og 8

1. "Wild Child" (Lawless/Holmes) – 5:12 – Single
2. "Ballcrusher" (Lawless/Holmes) – 3:27
3. "Fistful of Diamonds" – 4:13
4. "Jack Action" (Lawless/Riley) – 4:16
5. "Widowmaker" – 5:17
6. "Blind In Texas" – 4:21 Single
7. "Cries in the Night" – 3:41
8. "The Last Command" – 4:10
9. "Running Wild in the Streets" (Lawless/Proffer) – 3:30
10. "Sex Drive" (Lawless/Holmes) – 3:12

### 1998 CD reissue bonus tracks
1. "Mississippi Queen" (Mountain) – 3:21
2. "Savage" (Lawless/Holmes/Piper) – 3:32
3. "On Your Knees (Live, October 1984)" – 4:38
4. "Hellion (Live, October 1984)" – 4:45
5. "Sleeping (In the Fire) (Live, October 1984)" – 5:44
6. "Animal (Fuck Like a Beast) (Live, October 1984)" – 4:37
7. "I Wanna Be Somebody (Live, October 1984)" – 5:54

## Credits
- Blackie Lawless (vocals/bass)
- Chris Holmes (guitar)
- Randy Piper (guitar)
- Steve Riley (drums)